# Ізео (озеро)
Ізео  (італ. Lago d'Iseo [ˈlaːɡo diˈzɛːo]; Eastern Lombard: Lach d'Izé) або Себіно [seˈbiːno] — озеро на півночі Італії, у регіоні Ломбардія, у провінціях Бергамо та Брешія. Озеро має три острови —  Монтісола, Лорето і острів Сан-Паоло (які складають муніципалітет Монте-Ізола). Навколо озера є кілька середньовічних міст, найбільшим з яких є Ізео та Сарніко. На озері досить гарно розвинений туризм.